# Pleuridium robinsonii
Pleuridium robinsonii är en bladmossart som beskrevs av Mitten 1869. Pleuridium robinsonii ingår i släktet sylmossor, och familjen Archidiaceae. Inga underarter finns listade i Catalogue of Life.